# Eslarn
Eslarn is een gemeente in de Duitse deelstaat Beieren, en maakt deel uit van het Landkreis Neustadt an der Waldnaab.
Eslarn telt 2.678 inwoners.

## Aangrenzende gemeenten
Aangrenzende gemeenten: Waidhaus, Rozvadov, Třemešné, Bělá nad Radbuzou, Schönsee, Oberviechtach, Moosbach, Pleystein.
| Aangrenzende gemeenten    | Aangrenzende gemeenten | Aangrenzende gemeenten | Aangrenzende gemeenten | Aangrenzende gemeenten  |
| ------------------------- | ---------------------- | ---------------------- | ---------------------- | ----------------------- |
| Pleystein 13 km           |                        | Waidhaus 8 km          |                        | Rozvadov 13 km          |
|                           |                        |                        |                        |                         |
| Moosbach (Oberpfalz) 9 km | Třemešné 18 km         |                        |                        |                         |
|                           |                        |                        |                        |                         |
| Oberviechtach 18 km       |                        | Schönsee 9 km          |                        | Bělá nad Radbuzou 16 km |

Altenstadt a.d.Waldnaab ·
Bechtsrieth ·
Eschenbach i.d.OPf. ·
Eslarn ·
Etzenricht ·
Floß ·
Flossenbürg ·
Georgenberg ·
Grafenwöhr ·
Irchenrieth ·
Kirchendemenreuth ·
Kirchenthumbach ·
Kohlberg ·
Leuchtenberg ·
Luhe-Wildenau ·
Mantel ·
Moosbach ·
Neustadt am Kulm ·
Neustadt a.d.Waldnaab ·
Parkstein ·
Pirk ·
Pleystein ·
Pressath ·
Püchersreuth ·
Schirmitz ·
Schlammersdorf ·
Schwarzenbach ·
Speinshart ·
Störnstein ·
Tännesberg ·
Theisseil ·
Trabitz ·
Vohenstrauß ·
Vorbach ·
Waidhaus ·
Waldthurn ·
Weiherhammer ·
Windischeschenbach